# James Licini

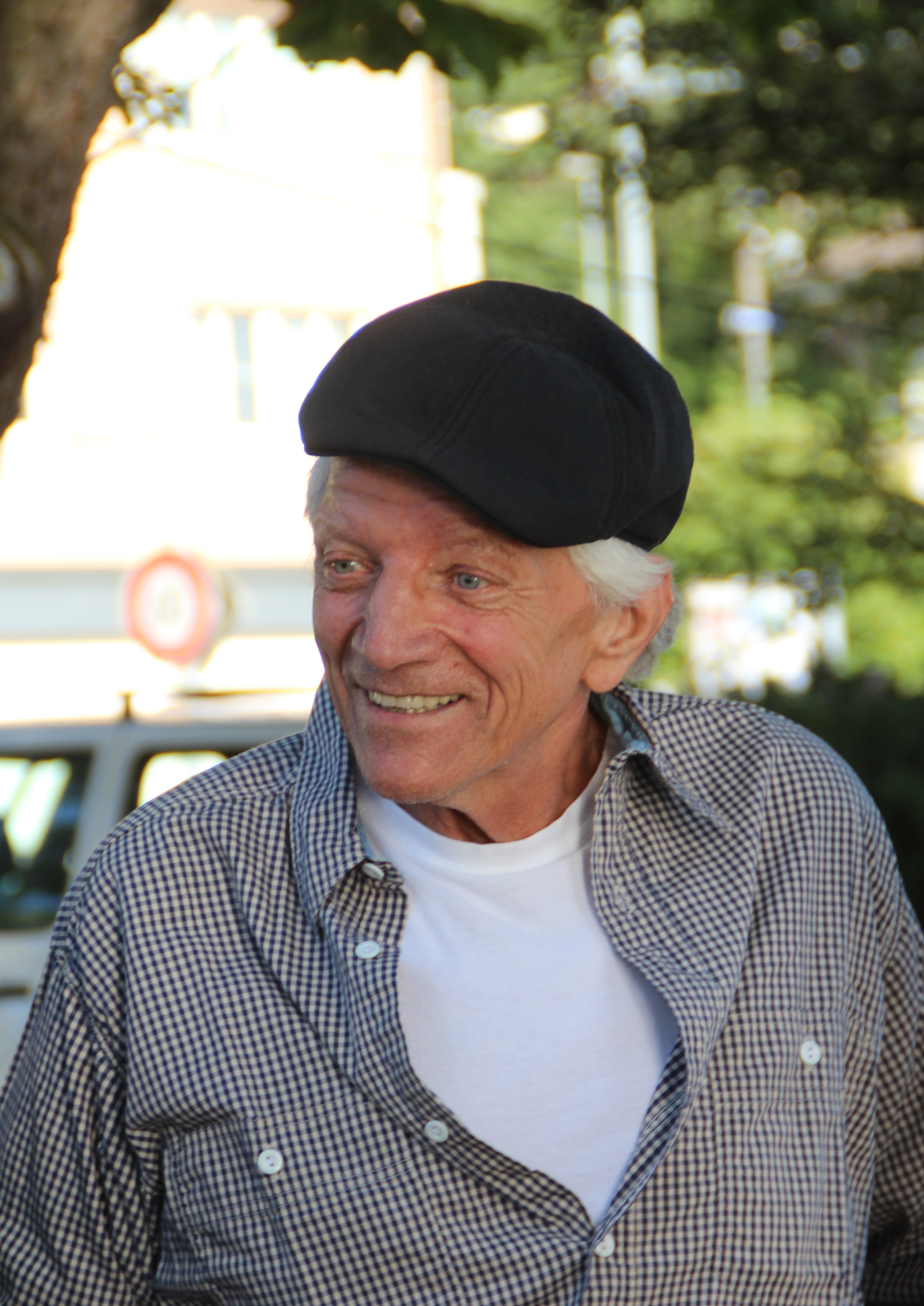
James Licini (2015)

James Licini (* 17. April 1937 in Zürich; † 26. Juli 2025) war ein Schweizer Bildhauer und Plastiker.

## Leben
James Licini war der Enkel eines aus Alano di Piave im Veneto eingewanderten Italieners. Nach einer Lehre als Schmied arbeitete James Licini von 1955 bis 1959 zuerst als Eisenleger auf dem Bau, nachher als Kassen- und Bauschlosser. Schon als Lehrling verkehrte er mit Künstlern wie Muz Zeier (1929–1981) und Friedrich Kuhn (1926–1972). Ab den 1960er-Jahren wurde Licini von Hans Aeschbacher und Kurt Laurenz Metzler hin und wieder als Assistent beigezogen. Als Plastiker war Licini Autodidakt und sah sich nicht als Künstler, sondern als Stahlbauer. Er arbeitete mit Doppel-T-Trägern, Winkeleisen und Stahlplatten, die er direkt aus der industriellen Produktion bezog. 1968 erstellte er erste abstrakte Eisenplastiken. 1971 und 1972 folgten Studienreisen in die USA, später nach Spanien und Mexiko. Vor allem in den 1970er-Jahren erhielt Licini mehrere Stipendien, unter anderem von Stadt und Kanton Zürich, sowie 1974 ein Eidgenössisches Kunststipendium. 1997 stellte er im Forum Kunst in Rottweil aus, 1998 in der Galerie Andy Jllien in Zürich und 2017 im Park des Castello del Sole am Lago Maggiore. Licini arbeitete in Nürensdorf.
Von 1961 bis 1963 war Licini mit der Fotografin Maja Burkhard verheiratet. Er starb am 26. Juli 2025 im Alter von 88 Jahren.
Sein Neffe Bernhard Licini absolvierte eine Schlosserlehre und macht Objekte.

## Werke (Auswahl)

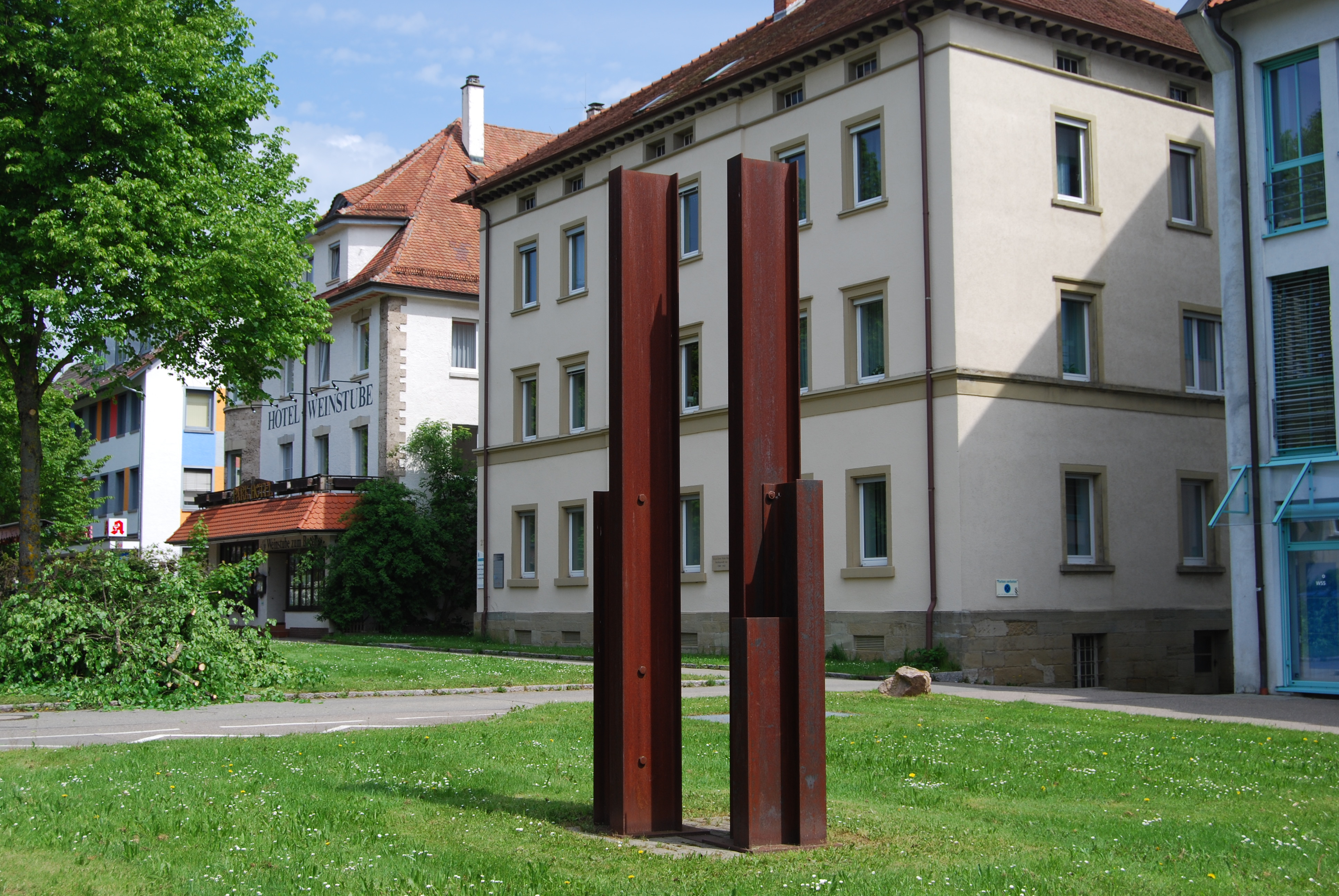
Stahlbau INP 400, Höhe 403 cm, Kulturmeile Rottweil (D)
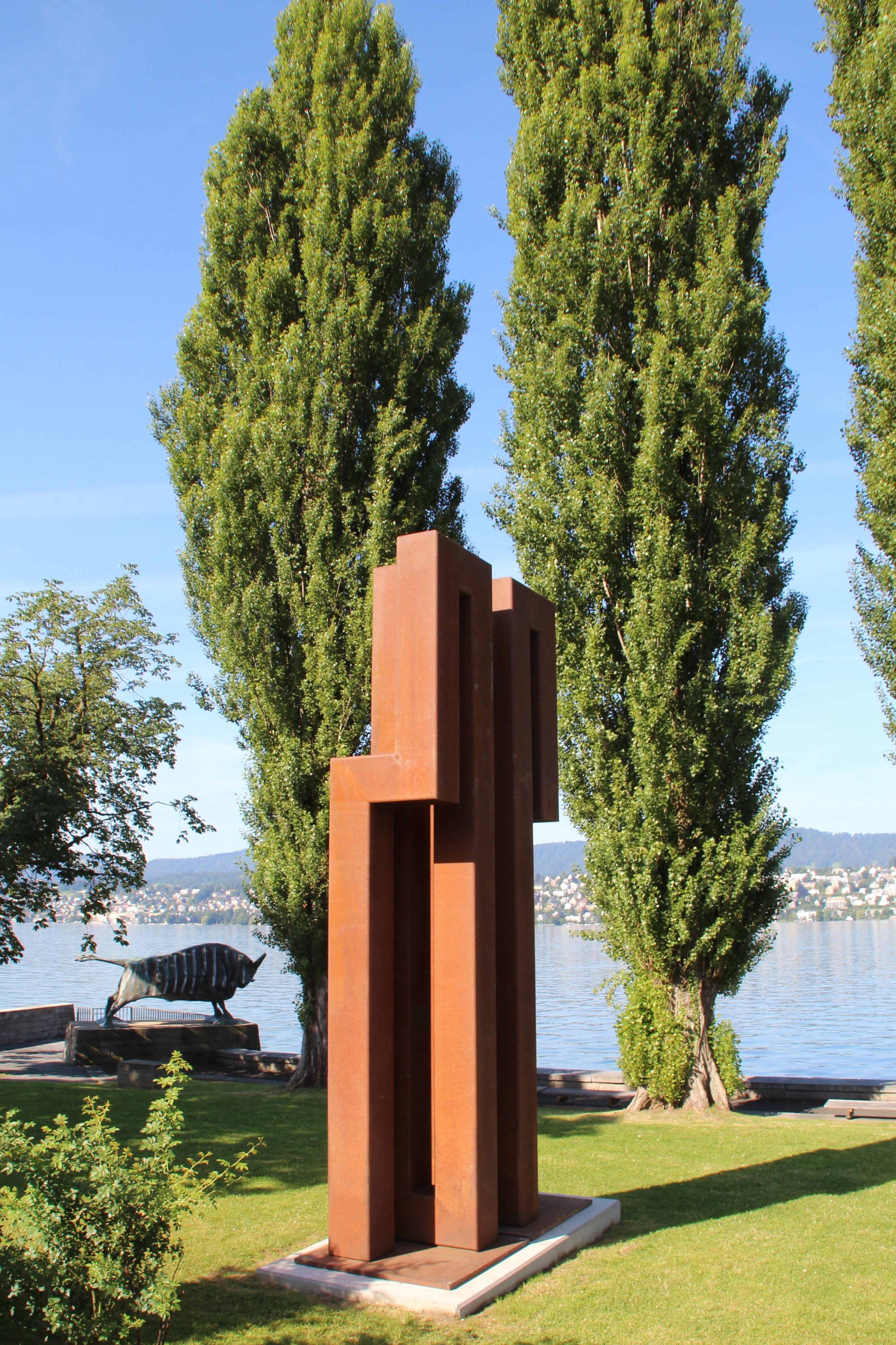
Stahlbau VKR 400 in Zollikon
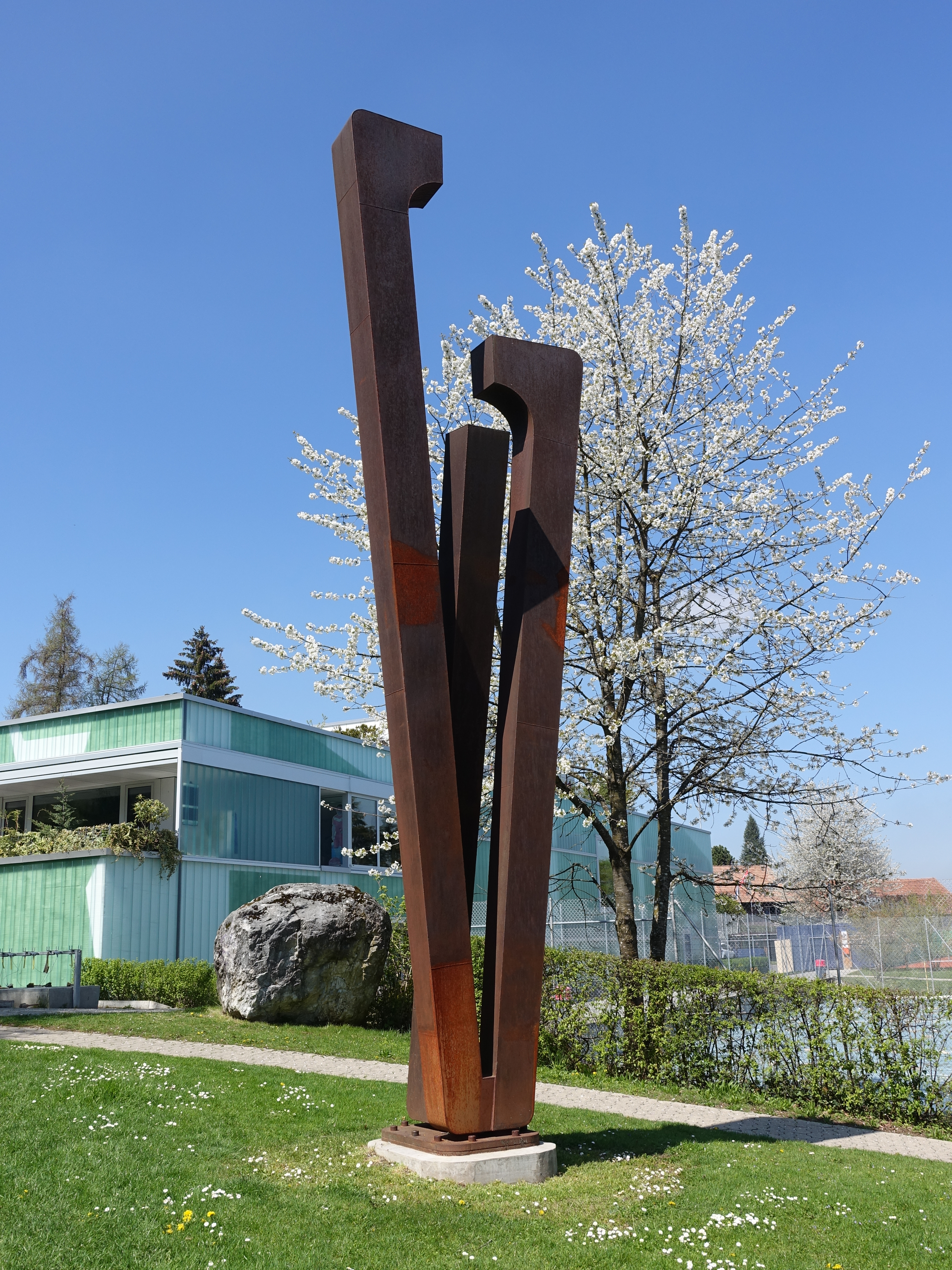
Cortenstahl, Höhe 665 cm, Sportanlage Buchlern Zürich-Altstetten
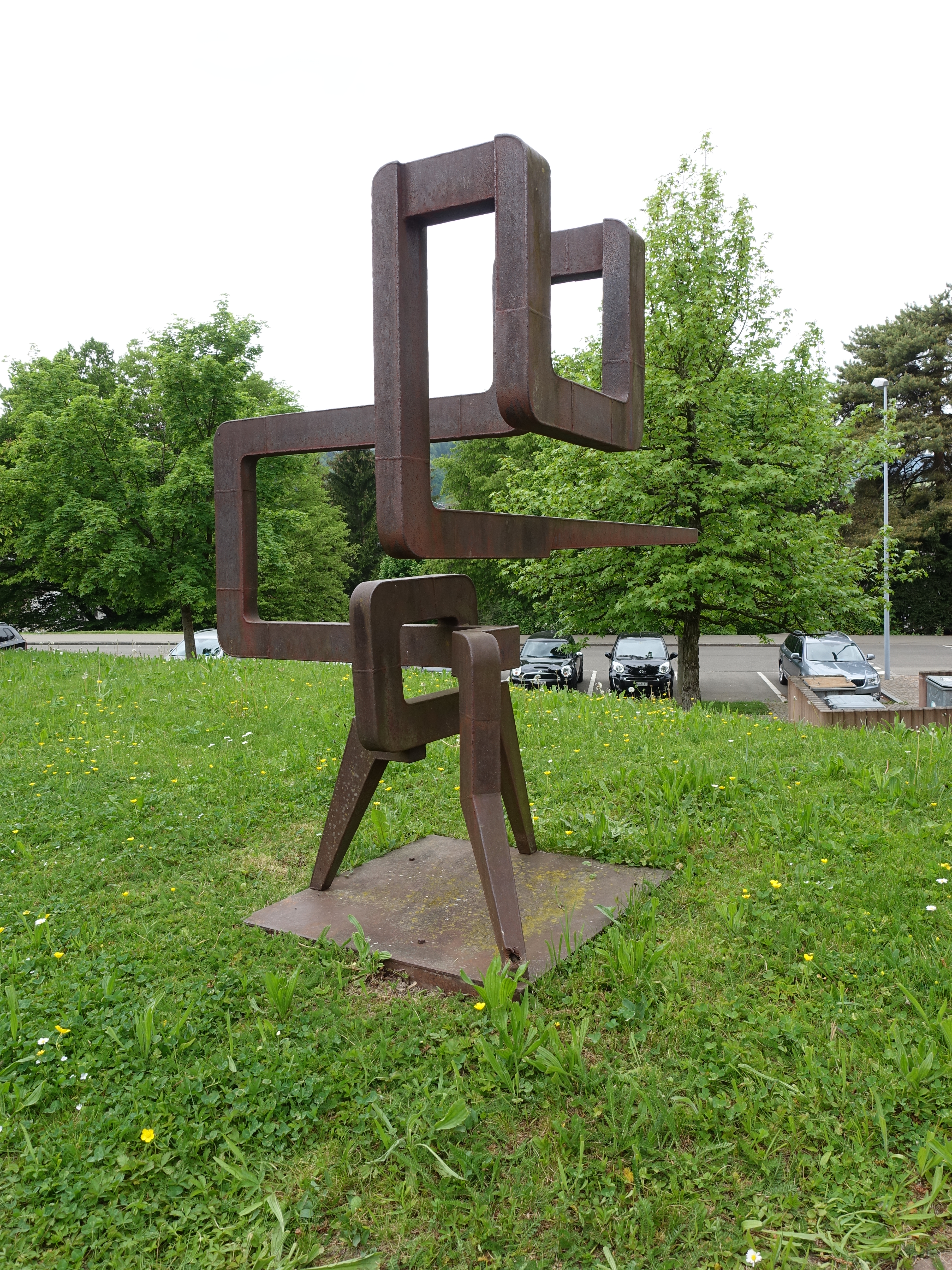
Cortenstahl, Höhe 114 cm, Gemeinde- verwaltung Urdorf
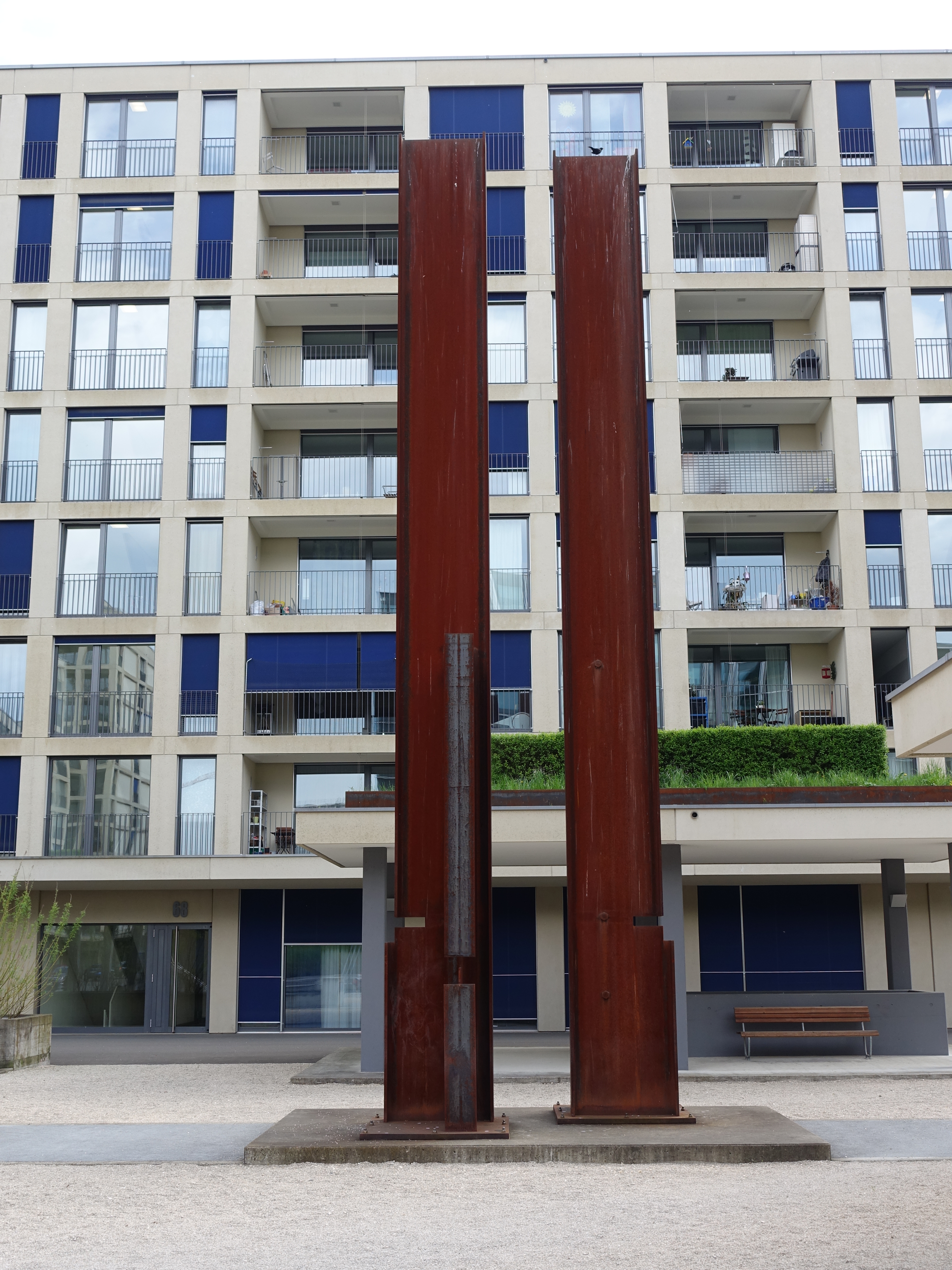
Stahlbau HEB 1000, Höhe 1100 cm, Andreaspark Zürich-Oerlikon
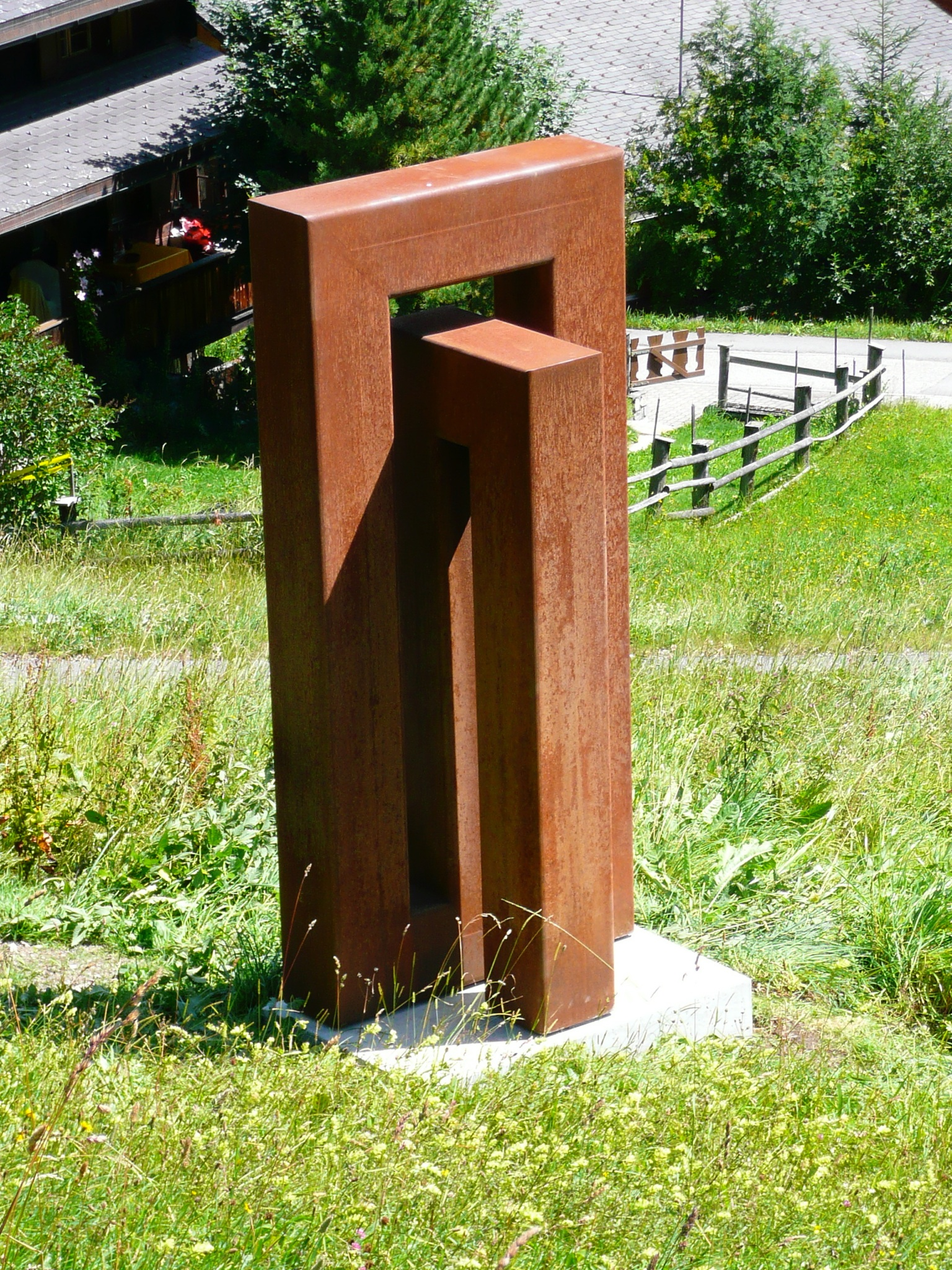
Stahlbau VHP 300, Höhe 240 cm, CompTax Treuhand Litzirüti bei Arosa

## Publikation
- Matthias Frehner, Marianne Karabelnik: James Licini – 15 Stahlbauten in Ascona. Scheidegger & Spiess, Zürich 2017, ISBN 978-3-85881-575-0.